# Assassinato de Maritza Martin Munoz
O assassinato de Maritza Martin Munoz (Havana, 29 de outubro de 1959 - North Lauderdale, 18 de janeiro de 1993) foi uma mulher assassinada a tiros pelo seu ex-marido, Emilio Nuñez, no cemitério Our Lady Queen of Heaven em North Lauderdale, Flórida, durante uma reportagem em janeiro de 1993 para o programa Ocurrió Así do canal Telemundo. Nuñez havia sido entrevistado pela repórter de televisão, Ingrid Cruz, que o acompanhou quando visitou o túmulo de sua filha. Enquanto a equipe filmava Nuñez no cemitério, Martin chegou para visitar o túmulo, momento em que Cruz confrontou Martin, que estava sentada em silêncio em seu veículo, insistindo que Martin respondesse suas perguntas. A filha de 15 anos de Martin e Nuñez, Yoandra Taimir Nuñez, havia se matado em novembro de 1992 após a descoberta de que ela estava grávida de 13 semanas, e Nuñez culpou Martin pelo incidente. Nuñez acreditava que sua filha havia sido abusada por seu padrasto e assassinada ou levada ao suicídio por sua mãe. Ambas as teorias foram rejeitadas pelos investigadores. Yoandra foi criada por Martin; Nuñez foi impedido de entrar em contato com ela.
Enquanto Cruz continuava batendo na janela do carro de Martin, tentando fazer com que ela respondesse a perguntas, Nuñez deixou o túmulo e voltou para seu veículo. Martin então deixou seu próprio carro, anotou o número da placa de Nuñez, então se virou para o túmulo, enquanto ignorava a constante enxurrada de perguntas de Cruz. Quando Martin começou a caminhar silenciosamente em direção ao túmulo, com Cruz ainda a enchendo de perguntas, Nuñez de repente voltou com uma pistola semi-automática de 9 mm, atirou em Martin na parte de trás da cabeça, depois atirou em seu corpo agora de bruços várias vezes. O cinegrafista conseguiu filmar as cenas enquanto Cruz começou a gritar e correu em direção ao veículo da estação. A filmagem foi usada posteriormente no filme de Shockumentary Traces of Death (1993) no filme Bowling for Columbine (2002) e também foi exibida no programa de TV Anatomy of Crime.
No momento de sua morte, Martin deixou para trás um filho de dezoito meses de idade. Ela foi enterrada ao lado de sua filha Yoandra.
Em 2000, Emilio Nuñez foi considerado culpado por um júri em Fort Lauderdale, Flórida por assassinato em primeiro grau de sua ex-esposa. Ele foi condenado à prisão perpétua, com possibilidade de liberdade condicional após cumprir 25 anos.